# Ballangen
Ballangen (en sami septentrional: Bálák) és un municipi situat al comtat de Nordland, Noruega. Té 2,616 habitants (2016) i la seva superfície és de 930.84 km². El centre administratiu del municipi és la vila de Ballangen. També hi ha els nuclis de Bjørkåsen, Kjeldebotn, Kobbvika, i Skarstad.
El municipi limita a l'est amb Narvik i amb Tysfjord a l'est. També limita amb Suècia al sud-est. Ballangen es troba a la riba del fiord d'Ofot, envoltat de grans muntanyes, nombrosos llacs i extensos boscos de taigà. La ruta europea E06 travessa el sud de Ballangen.
Ballangen es va establir l'1 de juliol de 1925. L'escut d'armes del municipi mostra un martell d'or sobre un fons verd, ja que al municipi hi havia nombroses mines de coure. El fons verd simbolitza l'agricultura.
La cantant del grup ABBA Anni-Frid Lyngstad, va néixer a Ballangen.

## Ciutats agermanades
Ballangen manté una relació d'agermanament amb les següents localitats:
- Tosno, óblast de Leningrad, Rússia